# Lenox (Massachusetts)
Lenox é uma vila localizada no condado de Berkshire no estado estadounidense de Massachusetts. No Censo de 2010 tinha uma população de 5.025 habitantes e uma densidade populacional de 89,53 pessoas por km².

## Geografia
Lenox encontra-se localizado nas coordenadas 42° 22′ 04″ N, 73° 16′ 11″ O. Segundo o Departamento do Censo dos Estados Unidos, Lenox tem uma superfície total de 56.13 km², da qual 54.96 km² correspondem a terra firme e (2.08%) 1.17 km² é água.

## Demografia
Segundo o censo de 2010, tinha 5.025 pessoas residindo em Lenox. A densidade populacional era de 89,53 hab./km². Dos 5.025 habitantes, Lenox estava composto pelo 94.85% brancos, o 1.15% eram afroamericanos, o 0.14% eram amerindios, o 1.37% eram asiáticos, o 0.04% eram insulares do Pacífico, o 0.92% eram de outras raças e o 1.53% pertenciam a dois ou mais raças. Do total da população o 2.75% eram hispanos ou latinos de qualquer raça.